# La Devise
La Devise is een gemeente in het Franse departement Charente-Maritime (regio Nouvelle-Aquitaine). De plaats maakt deel uit van het arrondissement Confolens. La Devise is op 1 januari 2018 ontstaan door de fusie van de gemeenten Chervettes, Saint-Laurent-de-la-Barrière en Vandré. La Devise telde op 1 januari 2022 1.196 inwoners.

## Geografie
De oppervlakte van La Devise bedroeg op 1 januari 2022 26,83 vierkante kilometer; de bevolkingsdichtheid was toen 44,6 inwoners per km².

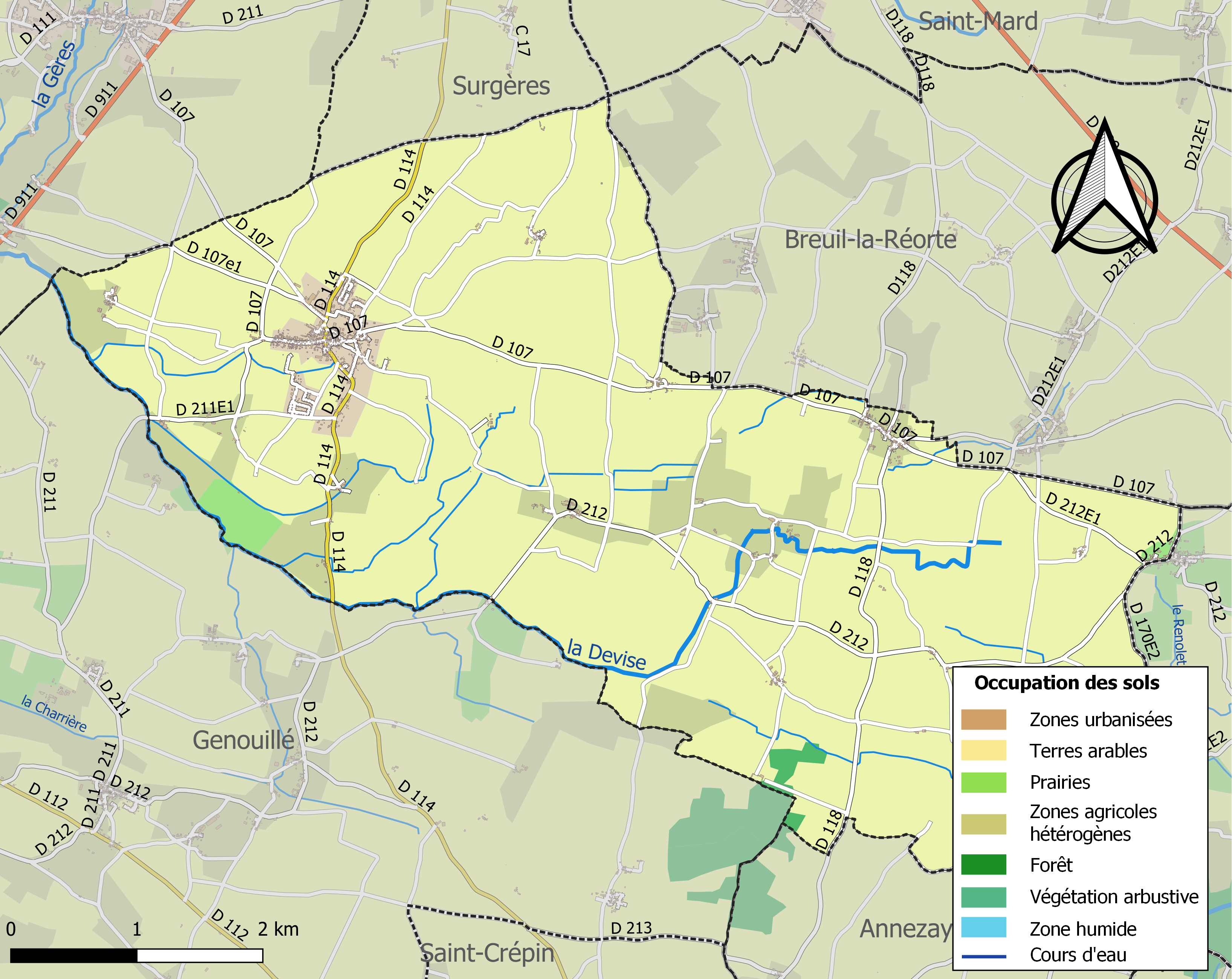
Kaart van La Devise met grondgebruik en omgeving